# Dayanara Torres
Dayanara Torres Delgado (ur. 28 października 1974 w San Juan) – portorykańska aktorka, piosenkarka i modelka, Miss Universe w 1993 roku.

## Życiorys
Dayanara Delgado urodziła się 28 października 1974 roku w San Juan -  stolicy Portoryko. 
Jest laureatką wielu konkursów piękności: Miss International Puerto Rico 1992, Miss Puerto Rico 1993, Miss Universe 1993, który zdobyła mając 18 lat.
W trakcie panowania jako Miss Universe została ambasadorką UNICEF, a następnie stworzyła własną fundację, której celem było wsparcie edukacji dzieci z Puerto Rico i Filipin.
9 maja 2000 w Las Vegas poślubiła piosenkarza Marca Anthoniego, z którym ma dwóch synów: Cristiana Marcusa Muñiz (ur. 5 maja 2001) i Ryana Adriana (ur. 16 sierpnia 2003). Małżeństwo zakończyło się w październiku 2003, a w styczniu 2004 Daynara złożyła pozew o rozwód.

## Wybrana filmografia
- 1994 - Linda Sara jako młoda Sara
- 1995 - Basta’t Kasama Kita jako Księżniczka Izabela
- 1995 - Hataw Na
- 1998 - Type Kita Walang Kokontra jako Sabel